# Jordan 195
Jordan 195 – samochód Formuły 1, zaprojektowany przez Gary'ego Andersona i Tima Hollowaya na sezon 1995 dla zespołu Jordan Grand Prix. Zespół zmienił dostawcę silników z firmy Hart Racing Engines na Peugeota, który dostarczał w sezonie 1995 zespołowi jednostki V10 o oznaczeniu A10. Kierowcami pozostali Rubens Barrichello oraz Eddie Irvine. Zespół zmienił dostawcę paliwa i zarazem głównego sponsora; został nim Total.
Samochód miał charakterystyczny, opadający nos, a także wysokie sekcje boczne, co sprawiało, że zyskał dość gładki wygląd. Samochód był nieco mniej udany niż poprzednik, a także bardziej awaryjny, chociaż w Grand Prix Kanady obaj kierowcy zespołu stanęli na podium.
Ogólnie zespół zdobył 21 punktów i szóste miejsce w klasyfikacji zespołów. Po sezonie Irvine odszedł do Ferrari, a zastąpił go Martin Brundle.

## Wyniki
| Legenda oznaczeń w tabelach wyników Wyświetl szablon na nowej stronie | Legenda oznaczeń w tabelach wyników Wyświetl szablon na nowej stronie                                                                     |
| Oznaczenie                                                            | Wyjaśnienie |
| --------------------------------------------------------------------- | --- |
| Złoty                                                                 | Zwycięzca lub mistrzostwo |
| Srebrny                                                               | 2. miejsce lub wicemistrzostwo |
| Brązowy                                                               | 3. miejsce lub II wicemistrzostwo |
| Zielony                                                               | Ukończył, punktował (w klasyfikacji generalnej, gdy zdobył co najmniej jeden punkt na przestrzeni sezonu, poza trzema powyższymi opcjami) |
| Niebieski                                                             | Ukończył, nie punktował (w klasyfikacji generalnej, gdy nie zdobył co najmniej jednego punktu na przestrzeni sezonu)                      |
| Czerwony                                                              | Nie zakwalifikował się (NZ) |
| Czerwony                                                              | Nie prekwalifikował się (NPK) |
| Różowy                                                                | Nie ukończył (NU) |
| Różowy                                                                | Niesklasyfikowany (NS) (w klasyfikacji generalnej, gdy nie został sklasyfikowany w żadnym wyścigu sezonu)                                 |
| Czarny                                                                | Zdyskwalifikowany (DK) |
| Czarny                                                                | Wykluczony (WYK/EX) |
| Biały                                                                 | Nie wystartował (NW) |
| Biały                                                                 | Kontuzjowany (K/INJ) |
| Biały                                                                 | Wyścig odwołany (OD/C) |
| Bez koloru                                                            | Został wycofany (WYC/WD) |
| Bez koloru                                                            | Nie przybył (NP/DNA) |
| Bez koloru                                                            | Nie brał udziału w treningach (NT/DNP) |
| Bez koloru                                                            | Nie został zgłoszony (–) |
| Pogrubienie                                                           | Start z pole position |
| Kursywa                                                               | Najszybsze okrążenie wyścigu |
| †                                                                     | Nie ukończył, ale jego rezultat został zaliczony ze względu na przejechanie więcej niż 90% dystansu wyścigu.                              |
| *                                                                     | Sezon w trakcie |
| 1/2/3                                                                 | Punktowana pozycja w sprincie kwalifikacyjnym                                                                                             |
| Lista systemów punktacji Formuły 1                                    | |

| Sezon | Zespół | Silnik  | Opony | Kierowcy           | 1   | 2   | 3   | 4   | 5   | 6   | 7   | 8   | 9   | 10  | 11  | 12  | 13  | 14  | 15  | 16  | 17  | Pkt. | Msc. |
| ----- | ------ | ------- | ----- | ------------------ | --- | --- | --- | --- | --- | --- | --- | --- | --- | --- | --- | --- | --- | --- | --- | --- | --- | ---- | ---- |
| 1995  | Jordan | Peugeot | G     |                    | BRA | ARG | SMR | ESP | MON | CAN | FRA | GBR | GER | HUN | BEL | ITA | POR | EUR | PAC | JPN | AUS | 21   | 6    |
| 1995  | Jordan | Peugeot | G     | Rubens Barrichello | NU  | NU  | NU  | 7   | NU  | 2   | 6   | 11  | NU  | 7   | 6   | NU  | 11  | 4   | NU  | NU  | NU  | 21   | 6    |
| 1995  | Jordan | Peugeot | G     | Eddie Irvine       | NU  | NU  | 8   | 5   | NU  | 3   | 9   | NU  | 9   | 13  | NU  | NU  | 10  | 6   | 11  | 4   | NU  | 21   | 6    |